# Oncopsis enopsis
Oncopsis enopsis är en insektsart som beskrevs av Hamilton 1980. Oncopsis enopsis ingår i släktet Oncopsis och familjen dvärgstritar. Inga underarter finns listade i Catalogue of Life.